# Šifriranje ključem
Šifriranje ključem je vrsta monoabecende substitucije, gdje se šifrirana abeceda napravi tako što se prvo izabere ključ u kojem se ne ponavljaju slova, i ovaj ključ se prvo napiše dok poslije ključa sljedi ostatak abecede. Šifriranje ključem je jednostavna kriptografska metoda, i sigurnosno je također slaba i moguće je lako napasti s frekvencijskom analizom slova.

## Primjer
Prvo se izabere ključ, recimo da je taj ključ NJOFRA 
```
Obična:  A B C Č Ć D DŽ Đ E F  G H I J K L LJ M N NJ O P R S Š T U V Z Ž
Šifra : NJ O F R A B  C Č Ć D DŽ Đ E G H I  J K L LJ M N P S Š T U V Z Ž
```

(opaska: ključ je na početku šifrirane abecede)
Sada se poruka može šifrirati, tako što se potraži koje slovo obične abecede je zamijenjeno u šifriranoj. 
```
Poruka          : OVO JE TAJNA PORUKA
Šifrirana poruka: MVM GČ TNJGLNJ NMPUHNJ
```